# Julien Leclercq (snookerzysta)
Julien Leclercq (ur. 3 lutego 2003 w Crisnée) – belgijski zawodowy snookerzysta .
Leclercq przeszedł na zawodowstwo w 2022 roku po zwycięstwie w Q Tour Playoff i uzyskał dwuletnią kartę turniejową na sezony snookerowe 2022/2023 i 2023/2024.

## Występy w turniejach w karierze
Dane na podstawie Snooker.org.

### Turnieje rankingowe
| Turniej                    | 2020 /21      | 2022 /23      | 2023 /24      | 2024 /25 | 2025 /26 |
| -------------------------- | ------------- | ------------- | ------------- | -------- | -------- |
| Ranking                    |               |               | 68            | 77       |          |
| Championship League        | A             | RR            | RR            | RR       | RR       |
| Xi'an Grand Prix           | nie rozegrano | nie rozegrano | nie rozegrano | 1R       |          |
| Saudi Arabia Masters       | nie rozegrano | nie rozegrano | nie rozegrano | 2R       |          |
| English Open               | A             | 1R            | 1R            | LQ       |          |
| British Open               | NH            | LQ            | 2R            | LQ       | LQ       |
| Wuhan Open                 | nie rozegrano | nie rozegrano | LQ            | LQ       | LQ       |
| Northern Ireland Open      | A             | 1R            | 1R            | LQ       |          |
| International Championship | nie rozegrano | nie rozegrano | LQ            | LQ       |          |
| UK Championship            | A             | LQ            | LQ            | LQ       |          |
| Shoot Out                  | A             | F             | 2R            | 1R       |          |
| Scottish Open              | A             | LQ            | 1R            | 1R       |          |
| German Masters             | A             | LQ            | 3R            | LQ       |          |
| Welsh Open                 | A             | 2R            | 1R            | LQ       |          |
| World Open                 | nie rozegrano | nie rozegrano | LQ            | LQ       |          |
| World Grand Prix           | DNQ           | DNQ           | DNQ           | DNQ      |          |
| Players Championship       | DNQ           | DNQ           | DNQ           | DNQ      |          |
| Tour Championship          | DNQ           | DNQ           | DNQ           | DNQ      |          |
| World Championship         | LQ            | LQ            | LQ            | LQ       |          |

### Dawne turnieje rankingowe
| Turniej          | 2020 /21 | 2022 /23 | 2023 /24      | 2024 /25      |
| ---------------- | -------- | -------- | ------------- | ------------- |
| WST Classic      | NH       | 1R       | nie rozegrano | nie rozegrano |
| European Masters | A        | LQ       | LQ            | NH            |

| Legenda tabeli wyników              | Legenda tabeli wyników       | Legenda tabeli wyników                     | Legenda tabeli wyników                                                              | Legenda tabeli wyników                     | Legenda tabeli wyników                     |
| ----------------------------------- | ---------------------------- | ------------------------------------------ | ----------------------------------------------------------------------------------- | ------------------------------------------ | ------------------------------------------ |
| LQ                                  | odpadnięcie w kwalifikacjach | #R                                         | odpadnięcie we wczesnej fazie turnieju (WR = runda dzikich kart, RR = faza grupowa) | QF                                         | przegrana w ćwierćfinale                   |
| SF                                  | przegrana w półfinale        | F                                          | przegrana w finale                                                                  | W                                          | zwycięstwo                                 |
| DNQ                                 | nie zakwalifikował/a się     | A                                          | nie brał/a udziału                                                                  | WD                                         | zrezygnował/a w trakcie turnieju           |
| Legenda oznaczeń w tabelach wyników |                              |                                            |                                                                                     |                                            |                                            |
| NH / Nie roz.                       | NH / Nie roz.                | Turniej nie odbył się.                     | Turniej nie odbył się.                                                              | Turniej nie odbył się.                     | Turniej nie odbył się.                     |
| NR / Nie-rank.                      | NR / Nie-rank.               | Turniej nie był zaliczany jako rankingowy. | Turniej nie był zaliczany jako rankingowy.                                          | Turniej nie był zaliczany jako rankingowy. | Turniej nie był zaliczany jako rankingowy. |
| R / Rank.                           | R / Rank.                    | Turniej był zaliczany jako rankingowy.     | Turniej był zaliczany jako rankingowy.                                              | Turniej był zaliczany jako rankingowy.     | Turniej był zaliczany jako rankingowy.     |
| MR / Minor-Rank.                    | MR / Minor-Rank.             | Turniej był zaliczany jako minor ranking.  | Turniej był zaliczany jako minor ranking.                                           | Turniej był zaliczany jako minor ranking.  | Turniej był zaliczany jako minor ranking.  |

## Finały w karierze

### Finały rankingowe: 1 (0-1)
| Rezultat  |    | Rok  | Turniej           | Przeciwnik    | Wynik |
| --------- | -- | ---- | ----------------- | ------------- | ----- |
| Finalista | 1. | 2023 | Snooker Shoot Out | Chris Wakelin | 0–1   |

### Finały drużynowe: 2 (1-1)
| Rezultat  |    | Rok  | Turniej                             | Zespół/Partner | Przeciwnicy                        | Wynik |
| --------- | -- | ---- | ----------------------------------- | -------------- | ---------------------------------- | ----- |
| Zwycięzca | 1. | 2021 | European Team Snooker Championships | Kevin Hanssens | Elfed Evans Darren Morgan          | 5–2   |
| Finalista | 1. | 2022 | European Team Snooker Championships | Kevin Hanssens | Mateusz Baranowski Antoni Kowalski | 3–5   |

### Finały amatorskie: 4 (1-3)
| Rezultat  |    | Rok  | Turniej                      | Przeciwnik      | Wynik |
| --------- | -- | ---- | ---------------------------- | --------------- | ----- |
| Finalista | 1. | 2021 | Mistrzostwa Europy U-18 EBSA | Ben Mertens     | 3–4   |
| Finalista | 2. | 2021 | Mistrzostwa Europy U-21 EBSA | Dylan Emery     | 2–5   |
| Finalista | 3. | 2022 | Q Tour – Wydarzenie 3        | Sean O’Sullivan | 2–5   |
| Zwycięzca | 1. | 2022 | Q Tour – Play-Off            | Alex Clenshaw   | 5–2   |